# Аш (бог)
Аш - в єгипетській міфології - архаїчне божество, яке правило Лівійською пустелею, один з найдавніших богів. Шанувався також у лівійців. Священним птахом Аша вважався сокіл. Традиційно зображувався у вигляді людини з головою сокола і з пером, яке в ній стирчить, що сходить до зовнішнього вигляду лівійських лучників, які одягали подібний головний убір. Був одним з найранніших богів, Аш поступово втрачав популярність, і після навали гіксосів був остаточно витіснений як покровитель Лівійської пустелі іншими пустельними богами — Ха (уособлення Лівійської пустелі) і особливо Сетом, з якими Аш був ототожнений.